# عزبة الشنطور
قرية عزبة الشنطور هي إحدى القرى التابعة لمركز سمسطا في محافظة بني سويف في جمهورية مصر العربية. حسب إحصاءات سنة 2006، بلغ إجمالي السكان في عزبة الشنطور 6089 نسمة، منهم 3054 رجل و3035 امرأة.